# Johan Richthoff
Johan Richthoff (Malmö, Suecia, 30 de abril de 1898-ídem, 1 de octubre de 1983) fue un deportista sueco especialista en lucha libre olímpica donde llegó a ser campeón olímpico en Ámsterdam 1928.

## Carrera deportiva
En los Juegos Olímpicos de 1928 celebrados en Ámsterdam ganó la medalla de oro en lucha libre olímpica estilo peso pesado, superando al finlandés Aukusti Sihvola (plata) y al francés Edmond Dame (bronce). Cuatro años después, en las Olimpiadas de Los Ángeles 1932 volvió a ganar la medalla de oro en la misma categoría.